# Yeghishe Charents
Yeghishé Charénts (en armenio: Եղիշե Չարենց, apellido real: Soghomonián; 13 de marzo de 1897 - 27 de noviembre de 1937) fue un poeta armenio soviético, escritor y activista político público. Charénts fue un destacado poeta del siglo XX, tocando sobre una multitud de temas que iban desde sus experiencias en la Primera Guerra Mundial, la revolución socialista y, de manera más prominente, en Armenia y sobre los armenios. Se lo reconoce como "el principal poeta del siglo XX" en Armenia.
Uno de los primeros partidarios del comunismo, Charénts se unió al partido bolchevique, pero posteriormente  se desilusionó con la dirección de la Unión Soviética bajo Iósif Stalin. Fue detenido por ella NKVD durante la Gran Purga y ejecutado o muerto en 1937. Tras la muerte de Stalin, fue exonerado en un discurso pronunciado por Anastás Mikoyán en 1954 y rehabilitado durante el Deshielo de Jrushchov al año siguiente.